# Johannes Andersen
Johannes Andersen var en dansk skådespelare. Han spelade häxdomare i den svensk-danska stumfilmen Häxan från 1922.

## Filmografi
- 1922 – Häxan
- 1939 – Valfångare